# Nitty Gritty
Glen Augustus Holness (Kingston, 1957 - Brooklyn, 24 juni 1991), ook bekend onder zijn artiestennaam Nitty Gritty, was een Jamaicaanse reggaezanger.
Holness bracht zijn eerste solo-single uit in de vroege jaren 80. In 1985 brak hij door met het nummer Hog Inna Minty. Zijn debuutalbum Turbo Charged werd uitgebracht in 1986. Later volgden de albums Musical Confrontation, General Penitentiary , Nitty Gritty en Jah in the Family. Op 24 juni 1991 werd Holness doodgeschoten in Brooklyn, New York.

## Discografie
- Turbo Charged (1986), Greensleeves
- Musical Confrontation (1986), Jammy's
- General Penitentiary (1987), Black Victory
- Nitty Gritty (1988), Witty's
- Jah In The Family (1989), Blacka Dread
- Powerhouse Presents (1989)
- Tribute to Nitty Gritty: Trials & Crosses (1994), VP Records
- We Run Things (2002), Rhino

## Betekenis
"Nitty Gritty" betekent de kern van de zaak, de basisvoorwaarde, de harde realiteit. Voor Glen Augustus Holness is 'nitty-gritty' een denigrerende en in zekere zin een racistische verwijzing naar de Engelse slavenhandel van de 18e eeuw.
- Bibliothèque nationale de France: cb139772344 (data)
- International Standard Name Identifier: 0000 0000 7102 5652
- Library of Congress Control Number: no2007007083
- MusicBrainz: 172c3636-a390-4e3b-9085-27564efd8b23
- Virtual International Authority File: 41609114
- WorldCat: E39PBJckTDF83qqjyxwp3DKTpP